# Abd-al-Ghaní ibn Ismaïl an-Nabulussí
Abd-al-Ghaní ibn Ismaïl an-Nabulussí (àrab: عبد الغني بن إسماعيل بن عبد الغني بن إسماعيل ابن أحمد بن إبراهيم النابلسي)  (Damasc, 19 de març de 1641 - Damasc, 5 de març de 1731) nom amb que es coneixia, Abd-al-Ghaní ibn Ismaïl ibn Abd-al-Ghaní an-Nabulussí ad-Dimaixqí al-Hanafí, fou un teòleg, poeta i escriptor sirià.
Fou la principal figura religiosa i literària de Síria del segle xvii i del segle xviii. Va deixar escrites nombroses obres sobre sufisme, poesia i viatges (a Turquia, Líban, Palestina, Egipte, Hijaz i Trípoli (Líbia). L'obra poètica principal és el Diwan al-dawawin.